# Wendie Jo Sperber
Wendie Jo Sperber (Hollywood, California; 15 de septiembre de 1958-Sherman Oaks, California; 29 de noviembre de 2005) fue una actriz estadounidense, más conocida por sus actuaciones en las películas I Wanna Hold Your Hand (1978), Bachelor Party (1984) y Back to the Future (1985), así como en la televisión en Bosom Buddies (1980-1982).

## Primeros años y carrera
Sperber nació en Hollywood, y apuntaba a una carrera en artes escénicas desde la escuela secundaria. Asistió al Taller de Drama Adolescente de verano en la Universidad Estatal de California, Northridge, durante la década de 1970, y comenzó su carrera cinematográfica a una edad temprana cuando fue seleccionada para el papel de "Kuchinsky", en la comedia para adolescentes de Matthew Robbins Corvette Summer en 1978 junto a Mark Hamill y Annie Potts. Apareció en la comedia de época de Robert Zemeckis I Wanna Hold Your Hand, como la irreprimible "Rosie Petrofsky". Sperber tenía sobrepeso, pero fue capaz de moverse rápidamente en la pantalla (Entertainment Weekly describió a Rosie Petrofsky como "una Beatlemaniaca gritando que, entre otras cosas, trepó por los huecos de los ascensores") y su aspecto de "chica de al lado" le ayudó a superar el estigma de su peso. Leslie Hoffman, especialista en acrobacias, dio el salto desde el auto.
Interpretó el papel principal en el largometraje de ABC Afterschool Special, Dinky Hocker, que trata sobre los intentos de una adolescente de ocultar sus sentimientos comiendo, y se involucró en la comedia física en Steven Spielberg en 1941. Zemeckis, que también trabajó en la película 1941, llevó a Sperber a la pantalla grande en 1980 con un papel en su comedia Used Cars, pero fue en la televisión ese año donde Sperber comenzó a recibir una atención más seria. Fue elegida para el papel de "Amy Cassidy"; un personaje que era divertido, romántico y exuberante, en la serie Bosom Buddies, protagonizada por Tom Hanks y Peter Scolari. Tras su cancelación en 1982, Sperber apareció en la comedia The First Time y trabajó un año en la serie Private Benjamin. Después retomó su trabajo cinematográfico en la película Despedida de soltero con Tom Hanks, dirigida por Neal Israel. Israel la usó de nuevo en Moving Violations en 1985. Ese mismo año, apareció como Linda McFly en el exitoso Back to the Future de Zemeckis.
Los papeles de Sperber crecieron a raíz de Back to the Future y durante la siguiente década protagonizó la serie Babes (una comedia sobre tres mujeres zaftig, su coetánea Susan Peretz también perdió su pelea contra el cáncer de mama un año antes). En 1994, Sperber fue elegida para un papel importante en la serie de la CBS-TV Hearts Afire. En este momento, había perdido mucho peso. En lo que respecta a los papeles de actuación, ella prefería la comedia. Como le dijo a TV Guide en 1990, "Soy una actriz a la que le gusta decir algo gracioso: todos ríen y tu trabajo está hecho".

## Involucrada en materias sociales
Además de su trabajo en TV y películas, Sperber también fue la fundadora del WeSPARK Cancer Support Center, una organización independiente formada en 2001 para avanzar y ayudar a individuos y sus familias a combatir diversas formas de cáncer mediante apoyo emocional, información y eventos/actividades sociales gratuitos. Además de ser la fundadora, Sperber también sirvió en la junta directiva y escribió el boletín trimestral. De acuerdo con una de las últimas entrevistas conocidas con Sperber por Terra Wellington, la organización weSPARK fue su causa y esfuerzo clave en el último año de su vida cuando dijo "La idea de la creación de WeSPARK era que no quería personas que entran a una habitación y hacen que un terapeuta pregunte cómo se sienten. Quería apoyo de compañeros".
Cada año, weSPARK ha presentado un show benéfico llamado weSPARKLE para recaudar fondos para la organización. El evento contó con la presencia de muchos de los amigos y colegas de Sperber, incluidos Tom Hanks, Bryan Cranston, John Ritter y Eric McCormack. En 1998, Sperber también ayudó al Servicio Postal de los Estados Unidos a revelar y promocionar un sello de cáncer de mama.

## Vida personal
En 1983, Sperber contrajo matrimonio con Richard Velásquez. Tuvo un hijo en 1986 al que llamó Preston y una hija en 1990 llamada Pearl a la que también se la conoce con el nombre de "Daphne". El matrimonio terminó en divorcio en 1994.

## Fallecimiento
En 1997, a Sperber se le diagnosticó un cáncer de mama, que parecía entrar en remisión después del tratamiento. En abril de 2002, reveló que el cáncer había reaparecido y se había extendido por todo su cuerpo, y para mediados de 2004 se había sometido a radioterapia cerebral experimental. Continuó trabajando en televisión y en películas durante este período, incluyendo episodios de Infelices para siempre, Un chapuzas en casa, Will & Grace, Grounded for Life, y las películas Desperate But Not Serious (1999) y Sorority Boys (2002).
Falleció el 29 de noviembre de 2005, a la edad de 47 años. Su último trabajo fue prestar su voz en "Roger 'n' Me", un episodio de American Dad! que salió al aire en 2006, después de su muerte. Los productores del espectáculo renombraron a su personaje como Wendie Jo en honor a la actriz.

## Filmografía

### Cine
- My Dinner with Jimi (2003) - Louella
- Sorority Boys (2002) - Profesor Bendler
- Pissed (2000) - Wendy
- Desperate But Not Serious (1999) - Landlady
- Big Packages (1996)
- The Return of Hunter (1995) (TV) - Lucille
- Mr. Payback: An Interactive Movie (1995) - Mujer con Kitten
- Mr. Write (1994) - Roz
- Love Affair (1994) - Helen
- Back to the Future Part III (1990) - Linda McFly
- The Image (1990) (TV) - Anita Cox
- Delta Fever (1987) - Claire
- Stewardess School (1986) - Jolean Winters
- Back to the Future (1985) - Linda McFly
- Moving Violations (1985) - Joan Pudillo
- Bachelor Party (1984) - Doctora Tina Gassko
- The First Time (1983) - Eileen
- Used Cars (1980) - Como Señorita Wendie Jo Sperber y como Nervous Nona
- 1941 (1979) - Maxine Dexheimer
- Dinky Hocker (1979) (TV) - Susan 'Dinky' Hocker
- Corvette Summer (1978) - Kuchinsky
- I Wanna Hold Your Hand (1978) - Rosie Petrofsky

### Televisión
- American Dad - Voz de una señora mayor en el episodio "Roger & Me" (2006)
- Grounded for Life - Señora Robinson en “The Letter(s)” (2005)
- 8 simple rules - Alice en 4 episodios (2002-2005)
- Hearts Afire - Mavis Davis (1992-1993)
- Married... With Children - Sandy, en el episodio "I Who Have Nothing" (1991)
- Babes - Charlene Gilbert (1990-1991)
- Designing Women - Estelle Rhinehart en el episodio "The Women of Atlanta" (1989)
- Women in Prison - Pam (1987-1988)
- Private Benjamin - Soldado Stacy Kouchalakas (1982-1983)
- Bosom Buddies - Amy Cassidy (1980-1982)